# Campeonato Goiano de Futebol de 2024 - Segunda Divisão
O Campeonato Goiano de Futebol da Segunda Divisão de 2024, também conhecido como Divisão de Acesso 2024, foi a 54ª edição deste torneio anualmente realizado pela Federação Goiana de Futebol. Esta competição será disputada por 8 equipes e teve seu início a partir do dia 28 de abril, e possui previsão de término para o dia 28 de julho.

## Regulamento
A competição contará somente com uma única fase, onde as 8 equipes jogarão entre si, em jogos de turno e returno. Ao final da competição, os clubes que terminarem em Primeiro e Segundo Colocado na competição serão declarados Campeão e Vice-Campeão respectivamente. Enquanto isso, as duas últimas equipes colocadas da competição serão rebaixadas para a Terceira Divisão de 2025.

### Critérios de desempate
Em caso de igualdade no número de pontos ganhos entre duas equipes ou mais ao final de cada rodada, serão adotados os seguintes critérios técnicos:
1. Maior número de vitórias;
2. Maior saldo de gols;
3. Maior número de gols pró;
4. Menor número de cartões vermelhos recebidos;
5. Menor número de cartões amarelos recebidos;
6. Sorteio

## Classificação
| Pos | Equipe          | Pts | J  | V | E | D | GP | GC | SG | Classificado                      |     | INH | ABE | ANA | TRI | COE | GEA | ASV | SHE |
| --- | --------------- | --- | -- | - | - | - | -- | -- | -- | --------------------------------- | --- | --- | --- | --- | --- | --- | --- | --- | --- |
| 1   | Inhumas         | 26  | 14 | 8 | 2 | 4 | 21 | 16 | +5 | Promoção à 1ª Divisão de 2025     |     | —   | 1–2 | 0–2 | 2–0 | 1–3 | 1–0 | 1–0 | 3–0 |
| 2   | ABECAT          | 24  | 14 | 7 | 3 | 4 | 14 | 13 | +1 | Promoção à 1ª Divisão de 2025     |     | 2–2 | —   | 0–3 | 1–0 | 0–3 | 1–1 | 1–0 | 2–0 |
| 3   | Anapolina       | 23  | 14 | 7 | 2 | 5 | 17 | 11 | +6 |                                   |     | 1–1 | 2–1 | —   | 0–1 | 1–2 | 3–2 | 0–1 | 1–0 |
| 4   | Trindade        | 23  | 14 | 7 | 2 | 5 | 12 | 13 | −1 |                                   | 0–3 | 1–0 | 1–0 | —   | 0–0 | 2–0 | 1–0 | 3–1 |     |
| 5   | Centro Oeste    | 21  | 14 | 5 | 6 | 3 | 13 | 9  | +4 |                                   | 1–2 | 0–0 | 1–1 | 0–0 | —   | 0–2 | 0–1 | 1–1 |     |
| 6   | Grêmio Anápolis | 16  | 14 | 5 | 1 | 8 | 17 | 21 | −4 |                                   | 1–2 | 0–1 | 2–1 | 3–1 | 1–2 | —   | 1–0 | 3–2 |     |
| 7   | ASEEV           | 15  | 14 | 5 | 0 | 9 | 15 | 17 | −2 | Rebaixamento à 3ª Divisão de 2025 |     | 4–1 | 0–2 | 0–2 | 1–2 | 0–1 | 3–0 | —   | 5–2 |
| 8   | Santa Helena    | 11  | 14 | 3 | 2 | 9 | 13 | 22 | −9 | Rebaixamento à 3ª Divisão de 2025 |     | 0–1 | 0–1 | 0–1 | 2–0 | 0–0 | 2–1 | 3–0 | —   |